# Poa densa
Poa densa är en gräsart som beskrevs av N.A. Troitsky. Poa densa ingår i släktet gröen, och familjen gräs. Inga underarter finns listade i Catalogue of Life.